# Rue de Poitou (Paris)
Pour les articles homonymes, voir Rue de Poitou.
La rue de Poitou, est une voie comprise au sein du 3e arrondissement située en plein cœur du quartier du Marais à Paris,.

## Situation et accès
Ce site est desservi par les stations de métro Filles du Calvaire et Saint-Sébastien - Froissart.

## Origine du nom
Henri IV avait formé le projet de faire bâtir dans le quartier du Marais une grand place qui serait nommée « place de France », sur laquelle devaient aboutir plusieurs rues portant chacune le nom d'une province. C'est ainsi que cette rue porte le nom de la province de Poitou.

## Historique
Cette rue fait partie des voies ouvertes par le lotisseur Charlot en 1626. Elle fut baptisée tout d'abord « rue de l'Oseille » entre les rues de Turenne et Vieille-du-Temple et « rue de Poitou », entre les rues Vieille-du-Temple et Charlot.
Elle est citée sous le nom de « rue de Poitou » dans un manuscrit de 1636.

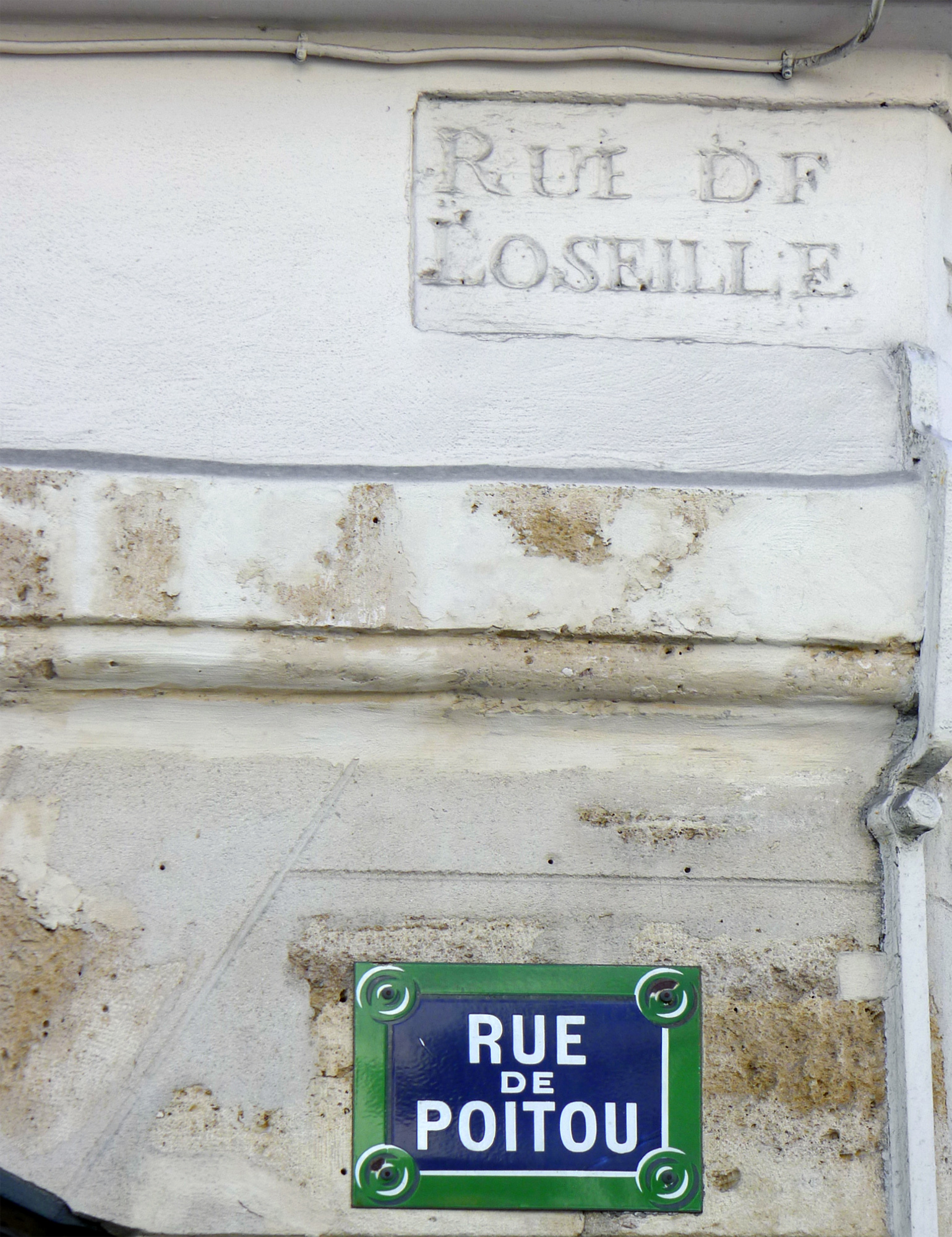
Ancien nom, « rue de l'Oseille » au-dessus de la plaque actuelle.
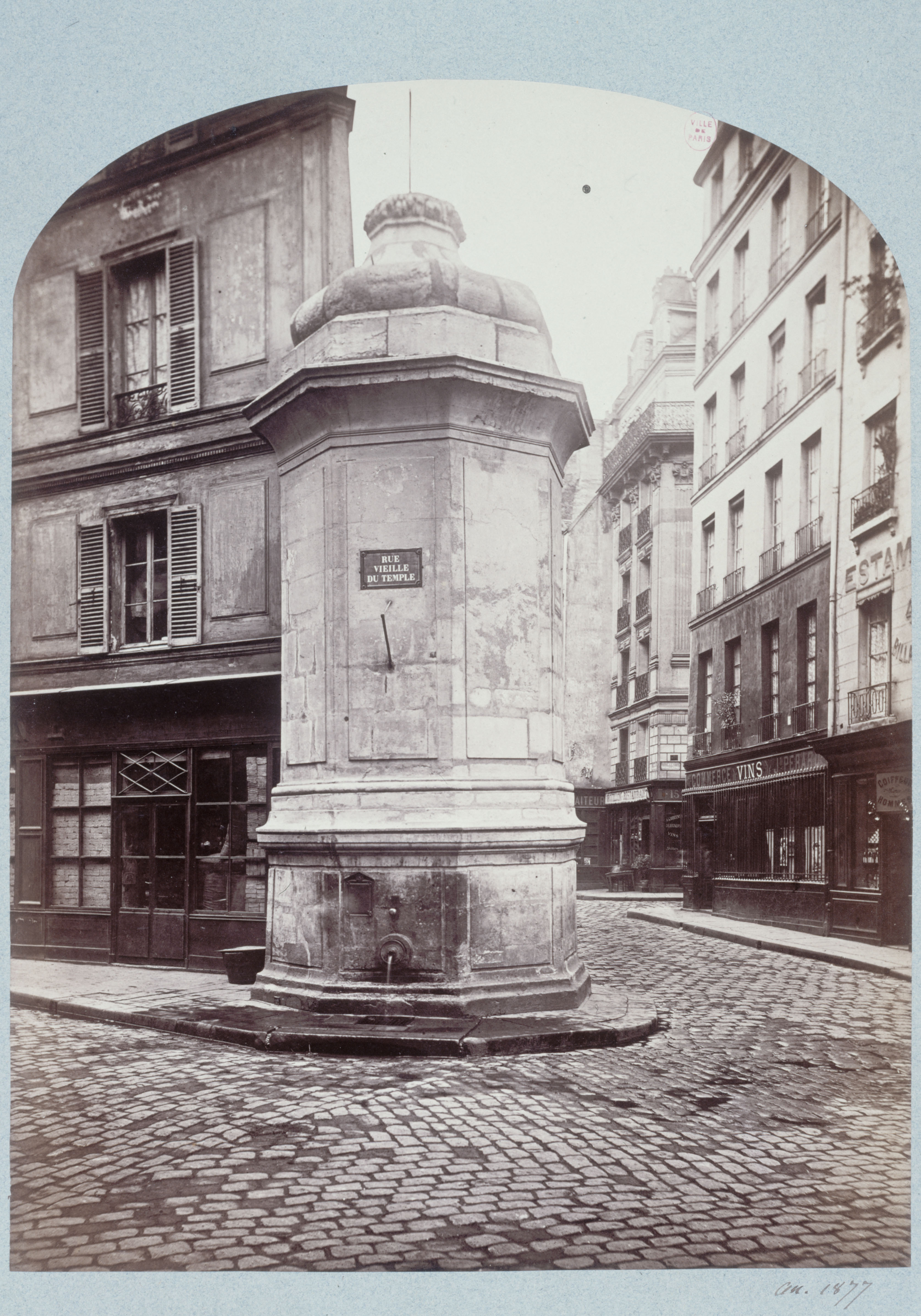
Ancienne fontaine de l'Échaudé, au coin de la rue Vieille-du-Temple (photographie de Pierre Emonts).
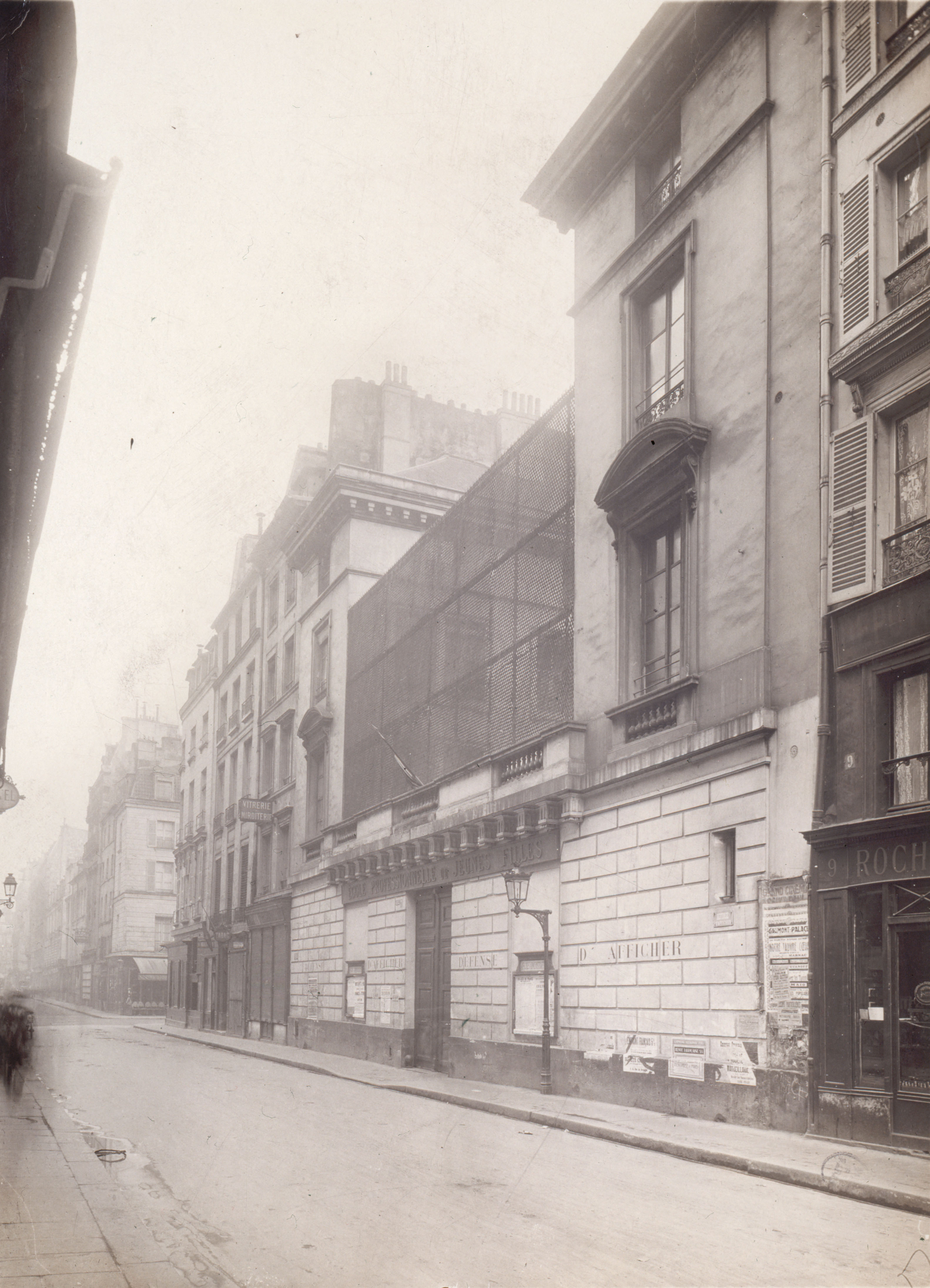
Le no 7 en 1916, actuel Lycée Simone-Weil (photographie de Charles Lansiaux).

## Bâtiments remarquables et lieux de mémoire
- No 7 : Lycée Simone-Weil. Il s'agit d'un ancien hôtel particulier du début du XVIIIe siècle qui fut la propriété de la famille de Chamillart. Dans la seconde moitié du XVIIIe siècle, l'hôtel devint la propriété du marquis de Bonneville, puis de sa fille, épouse du marquis de Martaineville. La fille de celle-ci, comtesse d'Hunoldstein, en hérite à son tour. Ses enfants le conservent jusqu'en 1819, date à laquelle il est acquis par un marchand de sel. Du début du XX° siècle jusqu'aux années 1960, le lycée était une école de jeunes filles de la Ville de Paris spécialisée dans les métiers de la couture et notamment pour la Haute Couture (les petites mains). C'est en 1968 que les élèves, à la suite d'un vote, choisissent de donner le nom de Simone Weil à leur lycée. En 2021, le Lycée Général et Technologique Simone Weil fusionne avec le Lycée Polyvalent François Truffaut pour former le lycée Polyvalent Simone Weil.

Quoique dénaturés, les bâtiments portent la marque d'une réfection opérée à la fin du XVIIIe siècle. Les ouvertures de baies ont été gravement altérées, à l'exception de celles sur la rue, très soignées avec leurs frontons curvilignes et leurs balcons à balustre de pierre. A l'actuel emplacement de la grille d'entrée se trouvait à l'origine un mur orné de refends, portant en surplomb un sévère balcon courant, qui prolongeait visuellement ceux des ailes.
- No 36 : sur la façade figure un thermomètre géant. C’était l’enseigne d’un fabricant et fondeur d’instruments de mesure du début du XXe siècle[2].